# Ben-Hadad I
Ben-Hadad I (en hebreo: בן הדד‎ Ben Hadad; en arameo: בר חדד‎, Bar-Hadad) fue rey de Aram-Damasco entre 885 y 865 a.  C.. Era hijo de Tabrimón y nieto de Hezion, y fue contemporáneo de los reyes Basá de Israel, Ajab de Israel, y Asa de Judá. Asa pidió ayuda a Ben-Hadad I para atacar el norte de Israel, mientras que Basá estaba restringiendo el acceso a Jerusalén a través de fortificaciones fronterizas. El plan funcionó para Asa, ya que Ben-Hadad tomó las ciudades de <<Ijon, Dan, Abel-beth-maachah, y todo Chinneroth, con las tierras de Neftalí>> (I Reyes|15:20). Esta adquisición dio a Aram-Damasco el control de la ruta comercial del sur Fenicia. Durante el reinado de Ajab, el área estaba de nuevo en manos israelitas.